# Poiana Codrului
Poiana Codrului – wieś w Rumunii, w okręgu Satu Mare, w gminie Crucișor. W 2011 roku liczyła 1442 mieszkańców. 